# Věnceslava Lužická
Věnceslava Lužická, vlastním jménem Anna Srbová, rozená Kubatová (6. prosince 1832, Hořice – 4. května 1920, Praha-Nové Město), byla česká vlastenecká spisovatelka a publicistka, autorka řady próz určených především pro dívky s cílem vychovávat vzdělávat je a mravně povznášet.

## Rodinný život
Narodila se 6. prosince 1832 v Hořicích čp. 38 Waclawu Kubatovi zámožnému obchodníkovi a radnímu a Anně Kubatové-Pfleglové. Často uváděný rok jejího narození 1835 (např. v Ottově slovníku naučném a také na pamětní desce na rodném domě) je nesprávný. Dle dochované korespondence si však sama v roce svých padesátin nepřála žádné oslavy a zveřejnění správného roku, aby se nestala „terčem vtipů zlých nepřátel“, jak dále píše: „… že jsem se mladší učinila, což věru mou vinou není!“
Vdala se roku 1851 za Antonina Srba (1811/1812) nájemce statku v Hořicích a po jeho smrti roku 1867 se s třemi dětmi (dcera Mathilda nar. 1854, syn Vladimír nar. 1856 a dcera Marie nar. 1858) přestěhovala do Prahy na Nové Město.
Zemřela v Praze 4. května 1920 a je pohřbena na Vyšehradském hřbitově v hrobce 15H společně se svým synem Vladimírem Srbem, právníkem a politikem, který byl v letech 1900–1906 starostou Prahy. Její dcera Marie Larra-Srbová (1858–1932) byla sólistkou Národního divadla v Praze.

## Literární činnost a působení v ženském hnutí
Byla členkou vlasteneckých ženských spolků,  Amerického klubu dam a tajemnicí Spolku svaté Ludmily. Přispívala svými črtami, povídkami a nekrology do časopisů Květy, Ženské listy (od 1873), Česká včela, Světozor; redigovala Ženský svět, Tetín a jiné [které?] časopisy pro ženy.
Vedle literární činnosti se rovněž zabývala reformou výuky ženských ručních prací. V rámci katolického pohledu na rodinný život se zásadním způsobem zasloužila o ženské emancipační hnutí u nás. Poukazovala na rovnoprávnost žen a na jejich schopnost vysokoškolského studia učitelství či medicíny.
Často je považována za předchůdkyni tzv. červené knihovny. Autorka se však nesoustřeďovala jen na peripetie zamilovaného příběhu, ale podrobně líčila prostředí, popisovala zevnějšek a duševní stav postav a do děl vkládala i své úvahy. Její práce jsou tak spíše typem výchovně zábavné četby.

## Výběrová bibliografie

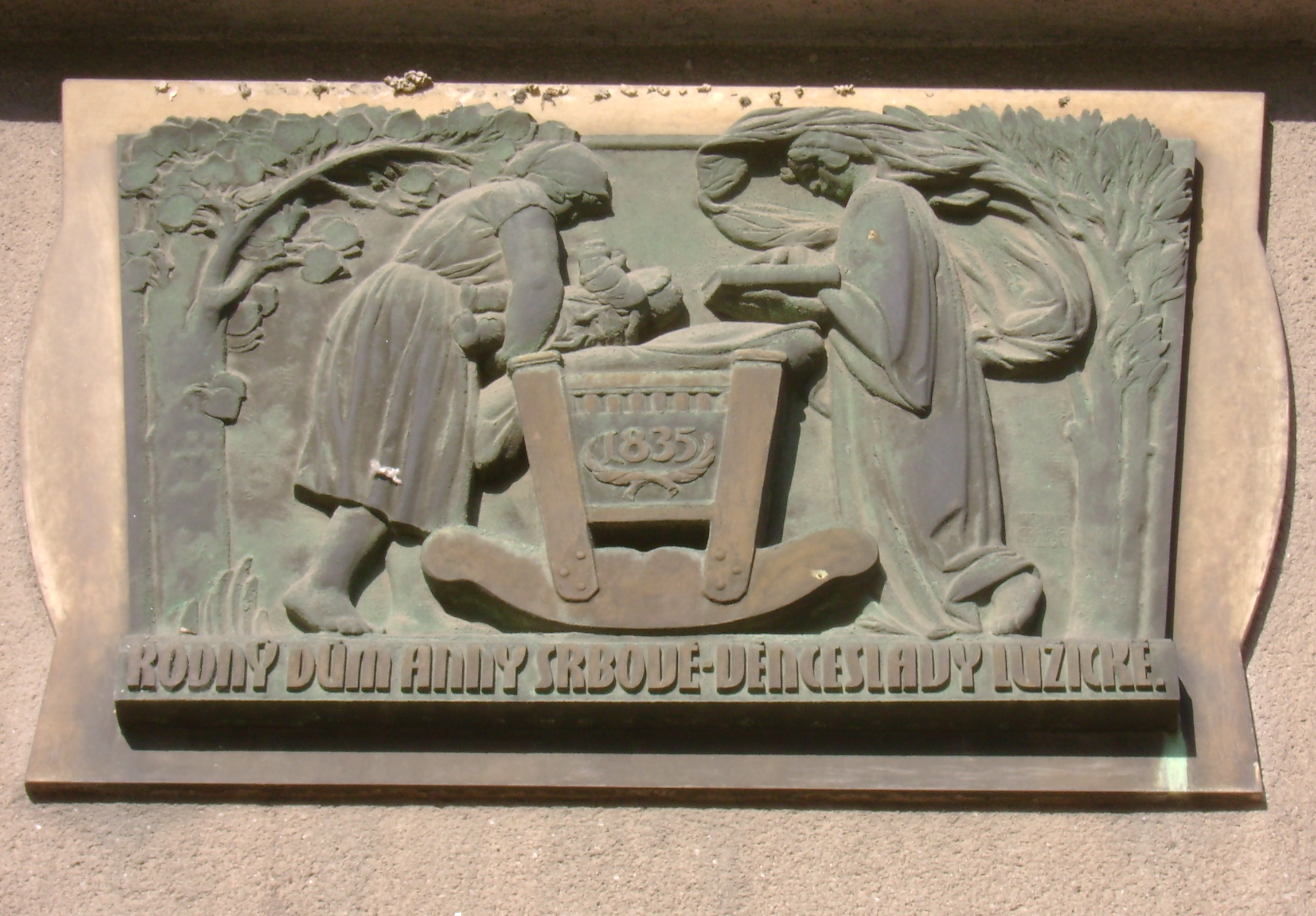
Pamětní deska na rodném domě Věnceslavy Lužické v Hořicích

- Dívčí povídky (1870) – Eviččina loutka, Obětavá Anička, Vzdorná Bětulinka, Pokladnička, Rezka, Osiřelá Martička, Svižná Adélka [12]
- Johana z Rožmitála, manželka Jiřího z Poděbrad (1872), biografie
- Babiččino tajemství (1873), povídka
- Královna plesu (1874), povídka
- Škola ženských prací ručních vydavaná Spolkem učitelek v Praze pod dohledem Komitétu paní pro dozírání na vyučování průmyslné při českých dívčích obecných školách v Praze, odborná publikace, osm svazků: Pletení (1876), Háčkování (1878), Šití (1880), Uzlovatina (1881), Pletivo (1882), Protahování (1883), Vyšívání (1885), Methodika ženských prací ručních (1885)
- Povídky z malého města (1878, 1879, 1883, 1884), čtyři díly, povídky [13] [14]
- Výš a výše (1881), román
- Květiny a ženy (1885) – povídky, novely a črty [15] [16] [17]
- Z vesničky podkrkonošské (1886), povídka
- Chlumy (1886), tři díly, pohorské povídky, črty a pověsti [18]
- Zimní pohádky (1886, 1887, 1890, 1903), čtyři díly, obrázky a črty pro mládež
- Salomena (1887), román [19]
- Polednice (1891), román
- Zlaté srdce (1891), román
- Starosvětská (1895), román, který věnovala první české lékařce Bohuslavě Keckové [20]
- V Bílém dvorci  (1896), román
- Zlaté květy (1899), povídky pro mládež dospělejší
- U potoka stříbrného (1901), povídka pro mládež
- Polní lilie (1909), román [21]
- Dvojčata (1908), román
- Vymodlená (1910), román
- Na zříceninách (1913), román
- Výš a výše (1914), román [22]
- Trosečníci života (1915), román
- Z mých pamětí (1920), paměti
- Bludné snění (1922), román z pozůstalosti
- Vlny lásky (1923), román z pozůstalosti
- V proudu roku (1925) – drobné povídky [23] [24]
- Ze starých mlýnů a českých lázní (1928), povídky z pozůstalosti [25]